# Epidesma
Epidesma is een geslacht van vlinders uit de familie van de spinneruilen (Erebidae).

## Soorten
- E. albicincta Hampson, 1905
- E. aurimacola Schaus, 1905
- E. capysca Schaus, 1910
- E. capyscoides Dognin, 1911
- E. crameri Travassos, 1938
- E. demonis Druce, 1896
- E. dominicensis Rothschild, 1911
- E. endodasia Hampson, 1898
- E. erynnis Fabricius, 1777
- E. flavipuncta Zerny, 1931
- E. frances Dyar, 1910
- E. gnoma Butler, 1877
- E. gnomoides Schaus, 1910
- E. grisescens Hampson, 1914
- E. hampsoni Rothschild, 1911
- E. hoffmannsi Rothschild, 1912
- E. hypoleuca Hampson, 1898
- E. imitata Druce, 1883
- E. inornata Walker, 1856
- E. josioides Zerny, 1931
- E. klagesi Rothschild, 1912
- E. lamia Butler, 1877
- E. lenaeus Cramer, 1780
- E. littoralis Rothschild, 1911
- E. melanitis Hübner, 1827
- E. melanoneura Zerny, 1931
- E. melanota Hampson, 1909
- E. metapolia Dognin, 1912
- E. moloneyi Druce, 1897

- E. nereus Zerny, 1931
- E. obliqua Schaus, 1898
- E. obsoleta Burmeister, 1878
- E. oceola Dyar, 1910
- E. ockendeni Rothschild, 1911
- E. parva Rothschild, 1912
- E. perplexa Rothschild, 1912
- E. phlebitis Dognin, 1913
- E. pseudothetis Fleming, 1959
- E. redunda Schaus, 1910
- E. rhypoperas Hampson, 1898
- E. rotundipennis Zerny, 1931
- E. satania Schaus, 1924
- E. scintillans Rothschild, 1911
- E. similis Rothschild, 1912
- E. sixola Schaus, 1910
- E. sordida Rothschild, 1911
- E. thetis Linnaeus, 1771
- E. trita Dognin, 1911
- E. ursula Cramer, 1782
- E. venata Butler, 1877
- E. vinasia Schaus, 1910